# Saalachsee
Der Saalachsee ist ein Stausee in Kibling (Gemeinde Schneizlreuth) in Bayern und Teil des Saalachkraftwerks Bad Reichenhall zur Erzeugung von Bahnstrom. Er wird von der Saalach-Staumauer, auch Kiblinger Sperre oder Stauwehr Kibling genannt, aufgestaut.

## Geschichte
Die Talsperre wurde von 1910 bis 1913 gebaut. Sie ist Teil der Wasserkraftanlage Saalachkraftwerk Bad Reichenhall, die im Rahmen der Elektrifizierung der Bahnstrecken Freilassing–Bad Reichenhall und Bad Reichenhall–Berchtesgaden sowie des Abschnitts Freilassing–Salzburg der Bahnstrecke Rosenheim–Salzburg errichtet wurde. Heute betreibt die Deutsche-Bahn-Tochter DB Energie GmbH das unter Denkmalschutz stehende Kraftwerk. Von 2004 bis 2005 hat die DB Energie im unmittelbaren Anschluss an das bestehende Sperren-Bauwerk linksseitig ein zusätzliches Restwasserkraftwerk neu gebaut. Mit dem Bau wurde am 14. April 2004 begonnen; Probebetrieb war am 22. Dezember 2004 und am 17. Februar 2005 wurde es in Betrieb genommen. Im neuen Restwasserkraftwerk läuft eine Kaplan-Turbine mit vertikaler Wellen-Anordnung und einem Durchmesser von 1,1 Metern bei einer Fallhöhe von 13 Metern. Der Generator hat eine Nennleistung von 700 Kilowatt; damit können jährlich fünf Millionen Kilowattstunden Strom für die Bahn und rund 1000 Einwohner erzeugt werden.

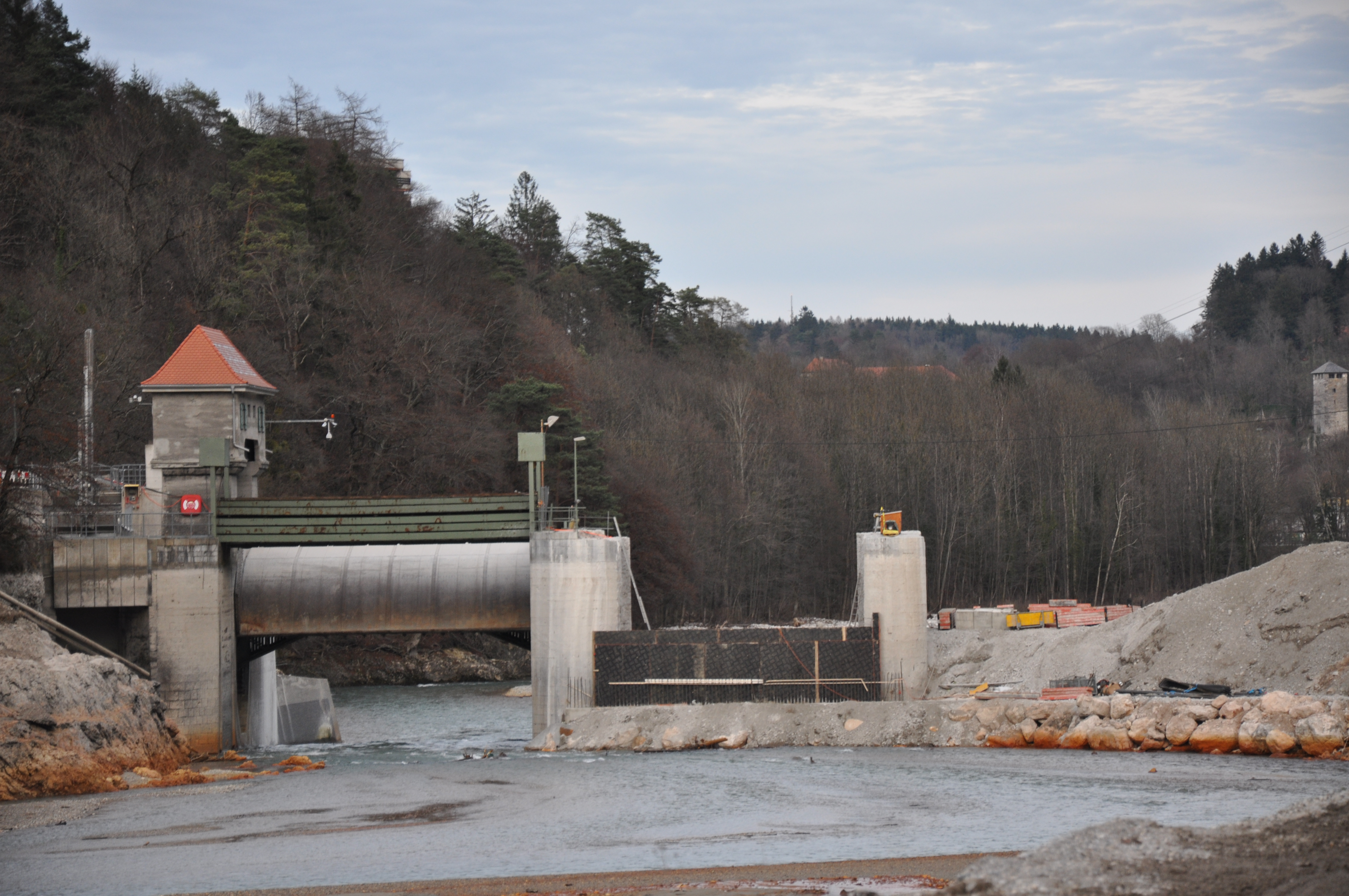
Bauarbeiten mit fehlender Hochwasserschleuse und Mauer

Seit Ende 2014 wurde das komplette Sperrenbauwerk nach über 100 Betriebsjahren grundlegend saniert und in Teilen neu errichtet, da das Wehrfeld für den Grundablass seit vielen Jahren undicht war und die sichere Ableitung des aktuellen Bemessungshochwassers nicht mehr gegeben war. Im Zuge der Bauarbeiten wird auch die Mauer erhöht. Seit dem Sommer 2016 ist der See wieder komplett gefüllt und die Arbeiten an der Staumauer abgeschlossen.

## Ablagerungen
Ein Problem sind die Schlammablagerungen und Geschiebefrachten, die besonders bei Hochwasser von der Saalach aus dem Oberlauf in den Saalachsee transportiert werden und sich dort absetzen, was zu einer stetigen Verlandung führt. In der Folge fehlen diese Geschiebemassen im Unterlauf, was dazu führt, dass sich das Flussbett flussabwärts immer tiefer eingräbt und kostspielige wasserbauliche Maßnahmen wie Sohlgleiten erforderlich werden.
Eine gewässerökologische Verbesserung trat für die durch die Ausleitung der Saalach trocken gefallenen Ausleitungsstrecke zwischen Kiblinger Wehr und Mündung des Unterwasserkanals ein; seit dem Jahr 2005 laufen durch das ursprüngliche Flussbett wieder bis zu 6 m³/s Restwasser, welches über das Restwasserkraftwerk an der Staumauer abgegeben wird. Eine Durchwanderbarkeit für Fische und Kleinlebewesen ist in Ermangelung einer Fischtreppe an der Staumauer noch nicht gegeben.

## Technische Daten des Restwasserkraftwerkes
- Turbine: Doppelt regulierte Kaplan-Rohrturbine, Ausführung vertikal, Z-Rohrturbine wassergeschmiertes unteres Turbinenlager
- Laufraddurchmesser: 1,1 Meter
- Drehzahl: 428 Umdrehungen/Minute
- Generator: direkt gekoppelter Drehstromgenerator
- Leistung: 700 Kilowatt
- Frequenz: 50 Hertz
- Max. Arbeitsdargebot: über 5 Mio. kWh (5 GWh)
- Nenndurchfluss: 6 m³/s
- Baubeginn: 14. April 2004
- Probebetrieb: 22. Dezember 2004
- Inbetriebnahme: Anfang 2005
- Erdaushub und Felsabbruch:  4.700 m³
- Stahlbeton: 1.400 m³
- Kosten: über 2 Millionen Euro

Quelle:

## Bildergalerie

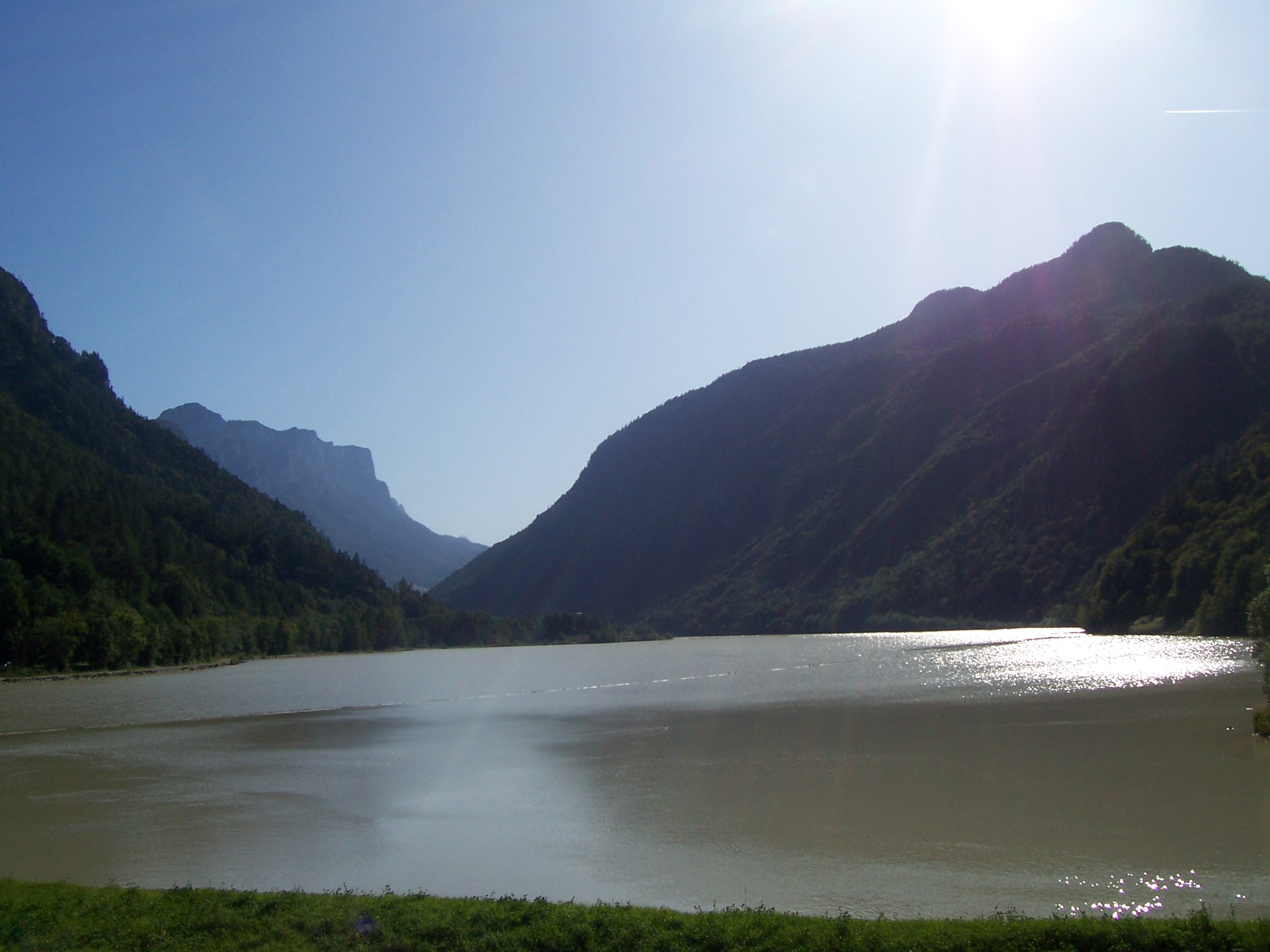
Saalachsee von Kibling aus gesehen
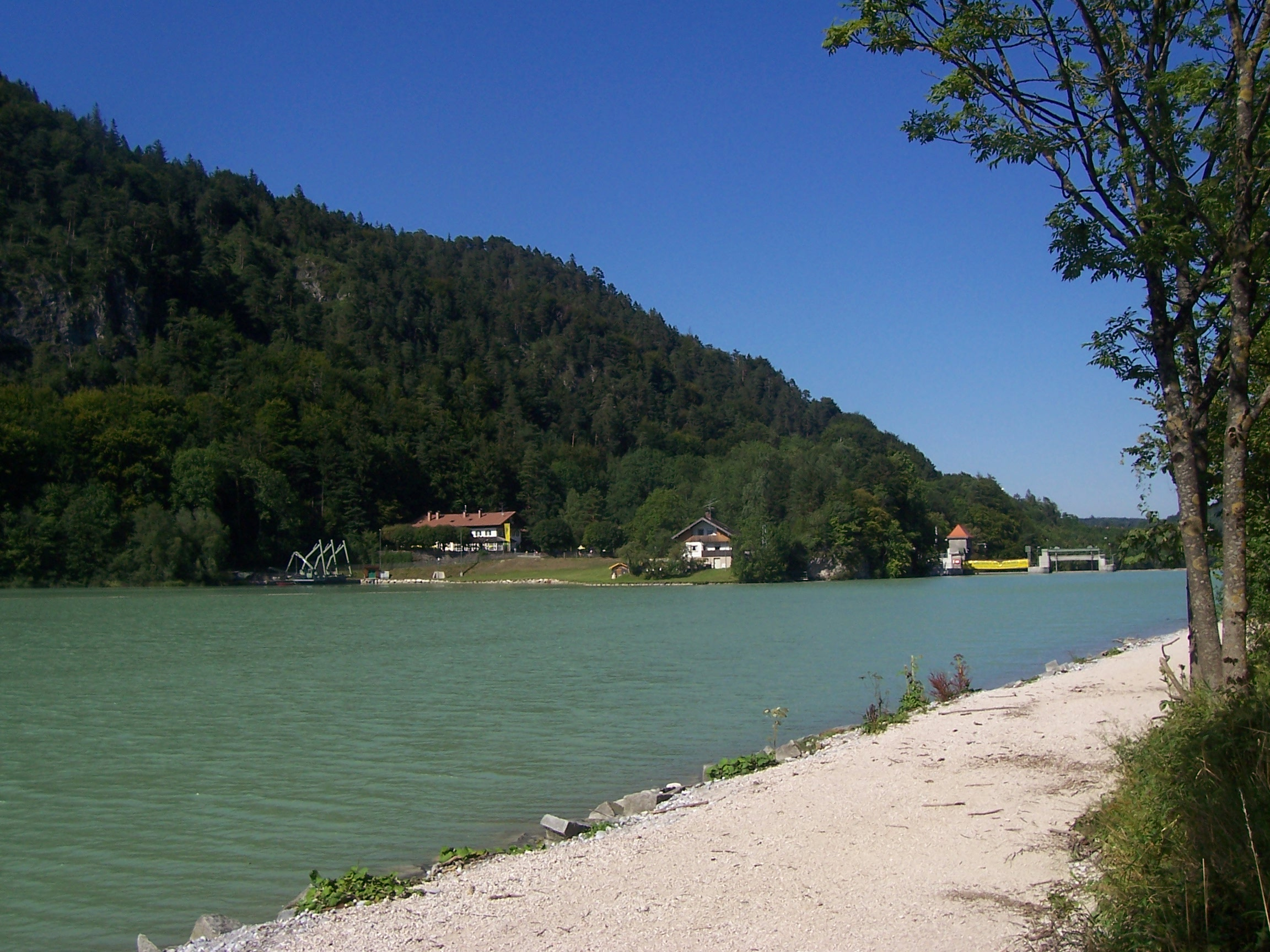
Saalachsee mit Blick zur Staumauer (rechts) und Wasserableitung zum Saalachkraftwerk (links)
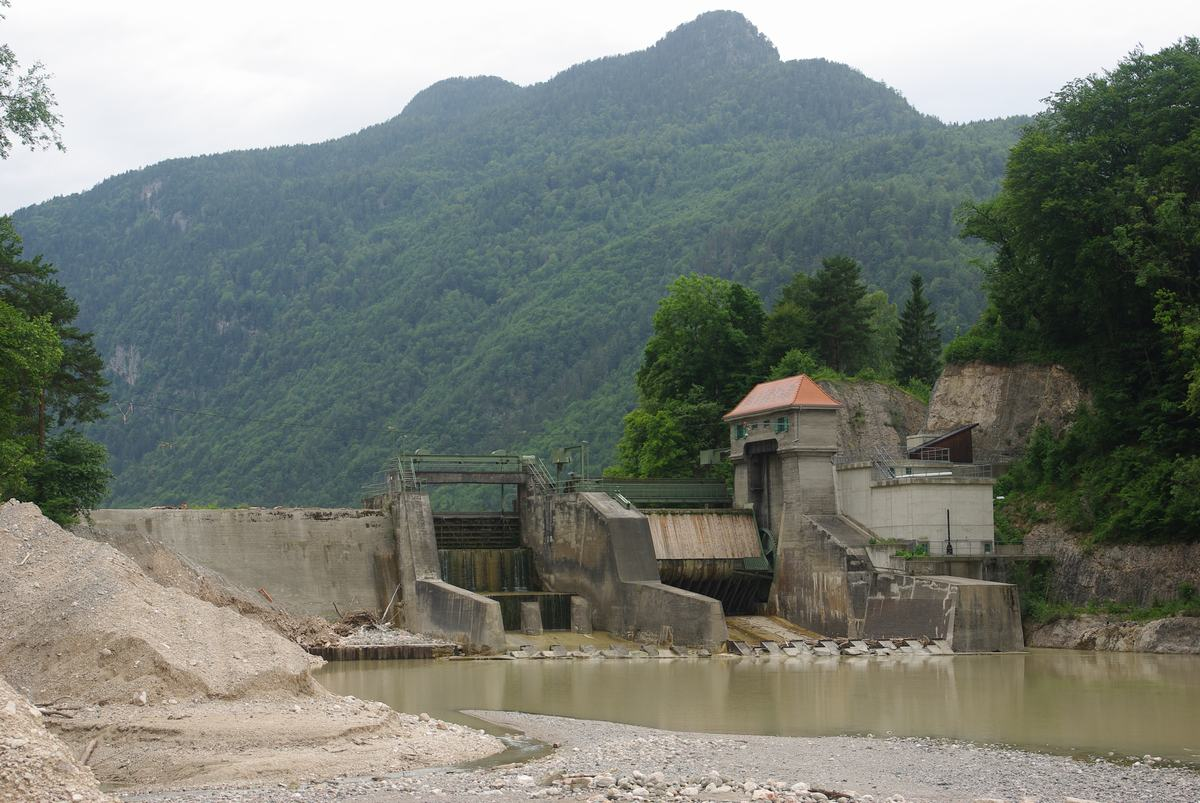
Staumauer, Ganz rechts das Restwasserkraftwerk